# مزرعة البراري
مزرعة البراري (بالإنجليزية: Albarari Farm) تعدّ مزارع البراري واحدة من أكبر مزارع الإمارات العربية المتحدة، أسسها الصديقان عبدالله الشامسي، سعيد الكتبي.
مزرعة البراري، واحدة من المعالم الزراعية البارزة في الإمارات العربية المتحدة، تستمر في التوسع والابتكار في مجالات تربية الحيوانات وإنتاج المواد الغذائية. بالإضافة إلى كونها رائدة في تربية المواشي التقليدية مثل الأغنام والجمال والأبقار، تهتم المزرعة أيضًا بتربية الدواجن العضوية وإنتاج العسل العضوي. هذه الإضافات تُظهر التزام المزرعة بالجودة والاستدامة، وتعكس جهودها المستمرة لتحسين الإنتاج وتعزيز الأمن الغذائي في الإمارات.

## الأنشطة

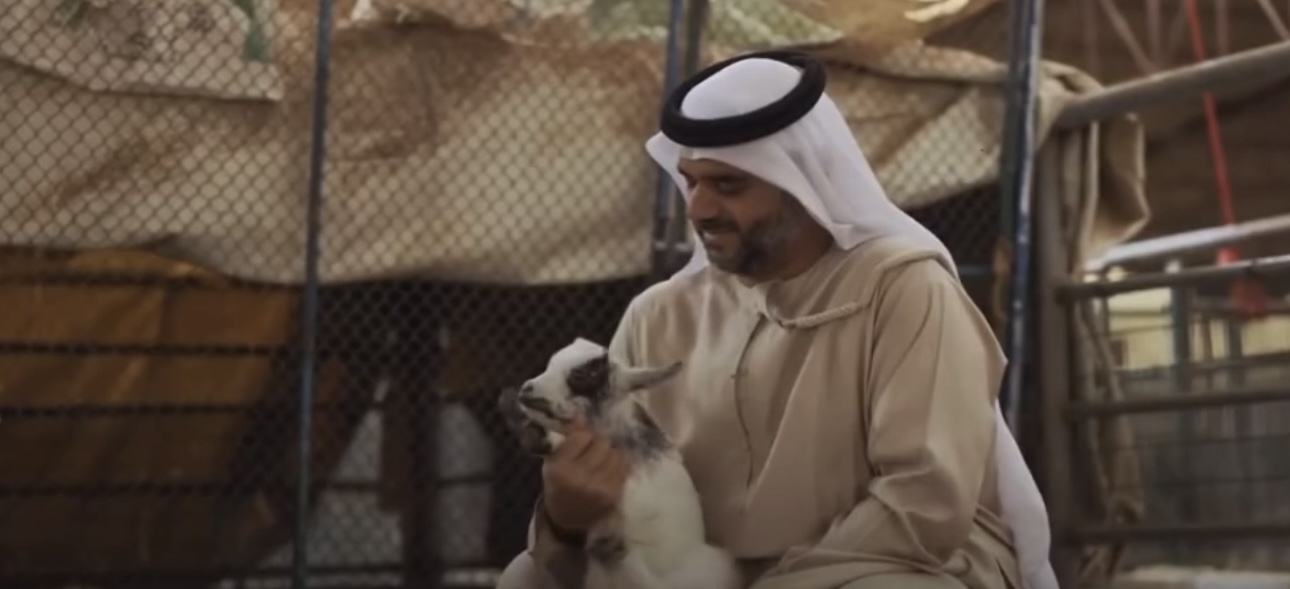
صورة من داخل مزرعة البراري لسعيد الكتبي مؤسس مزرعة البراري

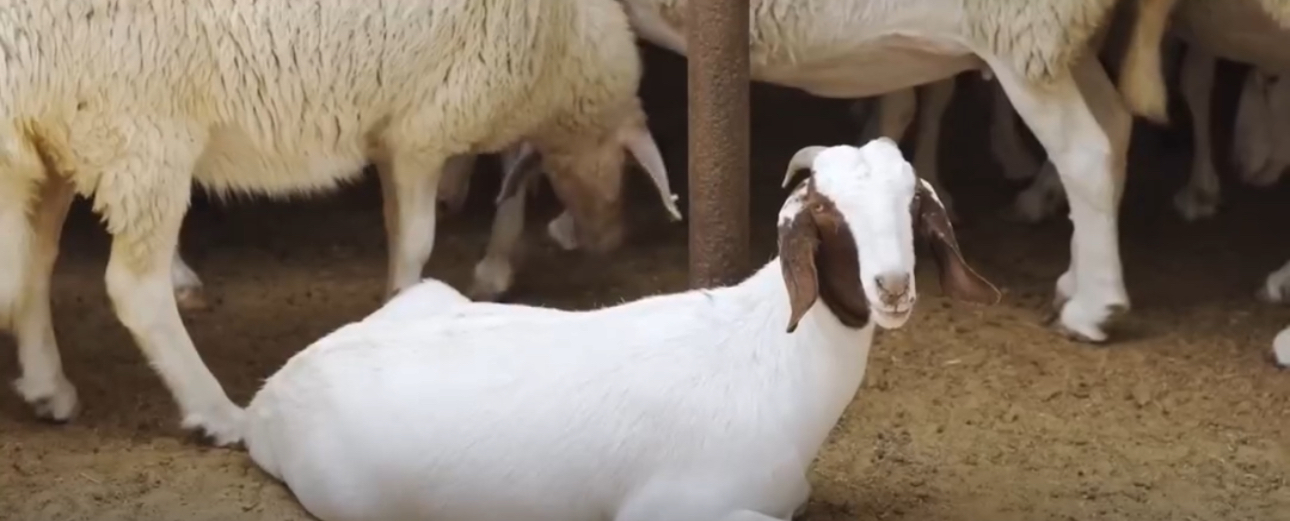
الاغنام في مزرعة البراري

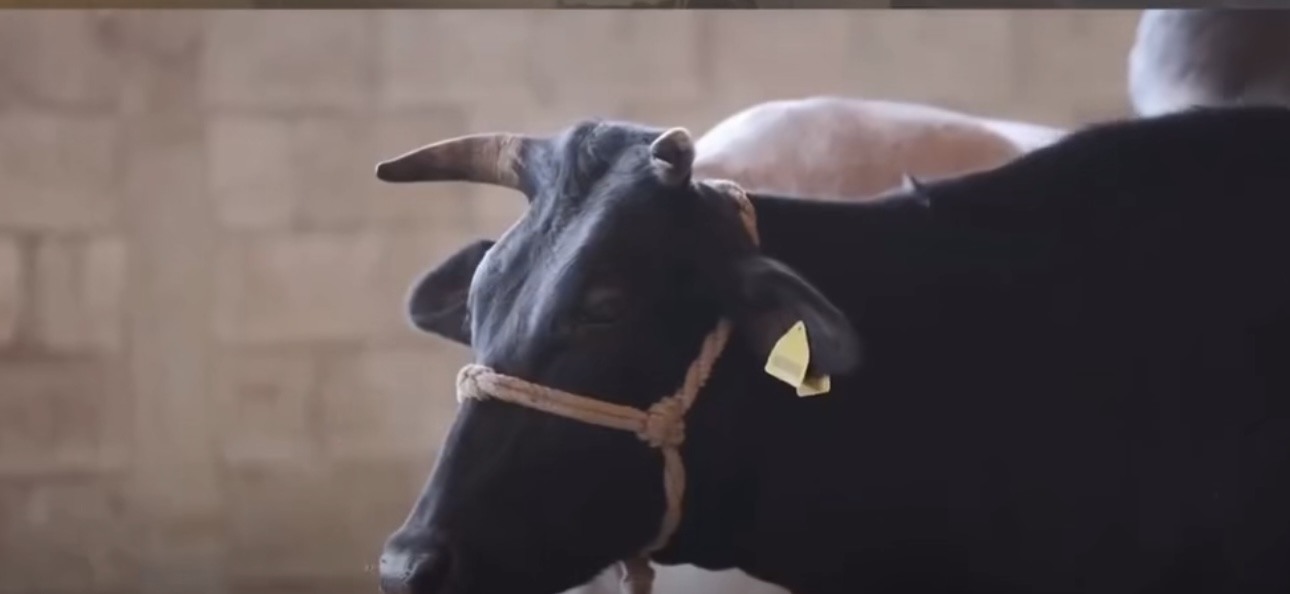
الابقار في مزرعة البراري

### الأغنام
تحتل تربية الأغنام مكانة مركزية في أنشطة مزرعة البراري، حيث تمتلك المزرعة سلالات متنوعة تتأقلم جيدًا مع البيئة الصحراوية. تتم تربية الأغنام في ظروف مثالية لضمان جودة عالية من اللحوم والصوف، وتُستخدم تقنيات حديثة للرعاية الصحية والتغذية، مما يعزز من كفاءة الإنتاج والاستدامة.

### الجمال
الجمال جزء لا يتجزأ من تراث الإمارات وتلعب دوراً مهماً في الثقافة الإماراتية. في مزرعة البراري، يتم تربية الجمال ليس فقط لإنتاج اللحوم والألبان، ولكن أيضاً كجزء من المحافظة على الإرث الثقافي للبلاد. الجمال في البراري معروفة بقدرتها على التكيف مع الظروف الصحراوية القاسية وتوفر مصدراً هاماً للغذاء والنقل في الماضي.

### الأبقار
مزرعة البراري تولي اهتمامًا كبيرًا لتربية الأبقار، مما يعكس التزامها بتوفير منتجات عالية الجودة ومستدامة. تشتهر المزرعة بتربيتها لأبقار اللحوم والأبقار الحلوب، مستفيدة من التقنيات الحديثة وأفضل ممارسات الرعاية الحيوانية لضمان الصحة والرفاهية المثلى للأبقار.

#### الأبقار الحلوب
تُركز مزرعة البراري على تربية سلالات الأبقار الحلوب التي تتميز بإنتاجية عالية للحليب. تستخدم المزرعة نظمًا متطورة لإدارة الحليب وضمان جودته، بما في ذلك الحلب الآلي ونظم تبريد الحليب المبتكرة للحفاظ على الحليب طازجًا وصحيًا قبل معالجته لإنتاج الألبان والأجبان.

#### الأبقار المُرباة للحوم
أما أبقار اللحوم في مزرعة البراري فهي من سلالات مختارة بعناية لتوفير لحوم بجودة استثنائية. يتم تغذية الأبقار على علائق طبيعية تضمن لحومًا غنية بالنكهة والقيمة الغذائية. تلتزم المزرعة بمعايير الرفق بالحيوان، مما يضمن حياة كريمة للأبقار ولحوم خالية من الإجهاد.

### الدواجن العضوية
تلتزم مزرعة البراري بمعايير الزراعة العضوية في تربية الدواجن، مما يضمن إنتاج دواجن عالية الجودة دون استخدام مضادات حيوية أو هرمونات. تتميز الدواجن العضوية بكونها ذات مذاق أفضل وتحمل قيمة غذائية أعلى. يتم تربية الدواجن في بيئات واسعة تسمح بالحركة الطبيعية، وتُغذى على أعلاف طبيعية تمامًا.

### العسل
مزرعة البراري تعتبر أحد الرواد في إنتاج العسل العضوي في دولة الإمارات العربية المتحدة. تقوم المزرعة بتربية نحل العسل في بيئات تحترم التوازن الطبيعي وتضمن الحفاظ على النظم البيئية المحلية. يتم جمع العسل من أزهار الصحراء الطبيعية، مما يعطي العسل خصائص فريدة ونكهة مميزة لا تتوافر إلا في هذه المنطقة من العالم.

### الاستدامة والبيئة
تحرص مزرعة البراري على تبني ممارسات مستدامة في تربية الأبقار، بما في ذلك إدارة النفايات واستخدام الطاقة المتجددة، لتقليل الأثر البيئي. كما تعمل المزرعة على إعادة تدوير السماد العضوي الناتج عن الأبقار لاستخدامه في تحسين خصوبة التربة بالمزرعة، مما يساهم في دورة زراعية متكاملة وصديقة للبيئة.

## التاريخ
- 2005 | تأسست مزرعة البراري في إمارة الشارقة.
- 2010 | أول منفذ بيع للمستهلك تحت العلامة التجارية «مركز بيت اللحوم».
- 2022 | مزرعة البراري فرع مدينة العين في إمارة أبوظبي.
- 2022 | افتتاح «مشاوي بيت اللحوم».
- 2022 | افتتاح محمصة البراري.
- 2023 | افتتاح فرع مركز بيت اللحوم في الصجعة، الشارقة.
- 2023 | افتتاح فرع مركز بيت اللحوم في الذيد، الشارقة.
- 2024 | افتتاح عود البراري.

## الخدمات
تُنتج مزرعة البراري منتجات عديدة تتوفر في المتجر الخاص «مركز بيت اللحوم»، نستذكر منها ما يلي:
- اللحوم
- الدواجن
- العسل
- الألبان
- الأجبان
- زيت الزيتون
- السمن العضوي